# Actenodia afrotropica
Actenodia afrotropica es una especie de coleóptero de la familia Meloidae.

## Distribución geográfica
Habita en Yemen.